# Argelia García
Argelia Garcia (Mexico; 1978) es una actriz mexicana de televisión que actualmente trabaja para Telemundo en los Estados Unidos, participando en varias telenovelas de dicha empresa. Es la mama del también actor de telenovelas infantiles Jorge Eduardo García.

## Filmografía

### Televisión[2]
- Juego de mentiras (2023) --- Luisa Ullola[3]
- La suerte de Loli (2021)
- 100 días para enamorarnos (2020) --- Ana Hussman
- Al otro lado del muro (2018) ---Margarita
- Mariposa de barrio (2017) --- Luisa Rivera
- Eva, la trailera (2016) ---- Celeste Mejia
- Dama y obrero (2013) --- Elena
- Amar de nuevo (2011) --- Leticia
- Capadocia (2010) Mama avión